# Grande-Terre (Majotta)
Grande-Terre (zwana czasem po prostu Majottą lub Maore) - główna wyspa francuskiego departamentu zamorskigo Majotta o wielkości 363 km² (wobec 374 km² całej dependencji) i populacji 186,5 tys. Głównymi miastami są Mamoudzou, Sada, Bandrele. 

## Geografia
Geograficznie leży w Kanale Mozambickim na Oceanie Indyjskim, należy do archipelagu Komory. Jej wymiary to ok. 22 na 39 km. Majotta jest wyspą pochodzenia wulkanicznego i cechuje się występowaniem wzniesień o wysokości 500–600 m n.p.m. (najwyższy punkt to Benara - 660 m n.p.m.) Wybrzeże w większości skaliste, liczne wyspy przybrzeżne. Roślinność tropikalna, z gatunkami drzew zrzucającymi liście w porze suchej. Fauna należy do madagaskarskiej krainy etiopskiej.